# روبرتا تيل سوارتز
روبرتا تيل سوارتز (بالإنجليزية: Roberta Teale Swartz)‏ (9 يونيو 1903 - 13 مايو 1993)؛ كاتِبة وشاعرة أمريكية.